# John Ingram Pitt
John Ingram Pitt ( 1941 ) es un botánico, micólogo australiano, que se ha desarrollado en "Ciencias de la Alimentación de Australia", CSIRO, North Ride, NSW, Australia. Su tesis doctoral versó sobre "MICROBIOLOGICAL PROBLEMS IN PRUNE PRESERVATION"

## Algunas publicaciones
- a. douglas King, john ingram Pitt, a.d. Hocking. 1979. Dichloran-rose bengal medium for enumeration and isolation of molds from foods. 6 pp.
- john ingram Pitt, a.d. Hocking. 1979. Merimbla gen. nov. for the anamorphic state of Talaromyces avellaneus. 5 pp.
- john ingram Pitt. 1990. PENNAME: a computer key to common Penicillium species. 12 pp.

### Libros
- john ingram Pitt. 1965. Microbiological problems in prune preservation. Ed. University of New South Wales. 356 pp.
- a.d. Hocking, john ingram Pitt. 1981. Trichosporonoides nigrescens sp. nov., a new xerophilic yeast-like fungus. 11 pp.
- maren a. Klich, john ingram Pitt. 1988. A Computer assisted synoptic key to common Penicillium species and their teleomorphs. 30 pp. ISBN 0-643-04289-X
- -----, ailsa diane Hocking, n.j. Charley. 1994. FRR culture collection catalogue. Ed. CSIRO. 73 pp. ISBN	0643055398
- La abreviatura «Pitt» se emplea para indicar a John Ingram Pitt como autoridad en la descripción y clasificación científica de los vegetales.[2]